# جوار كلاو كويخا
قرية جوار كلاو كويخا (بالكردية: چوارکڵاوی کوێخا)‏ هي إحدى قرى ناحية قورة تو في قضاء خانقين ضمن الحدود الإدارية لمحافظة السليمانية لأنها ضمن مناطق إدارة كرميان في إقليم كردستان العراق.